# شرباكة (مسلسل)
إخراج: فؤاد الشطي (مخرج)
تأليف: عبد الحسين عبد الرضا (مؤلف)

## الممثلون
- عبد الحسين عبد الرضا
- محمد جابر
- حياة الفهد
- عائشة إبراهيم
- حسين البدر
- حسين الصالح
- إبتسام حسين
- عبد المحسن الخلفان
- عبد الله خريبط
- سعاد حسين
- أمبيريك